# Francesco Musso
Pour les articles homonymes, voir Musso.

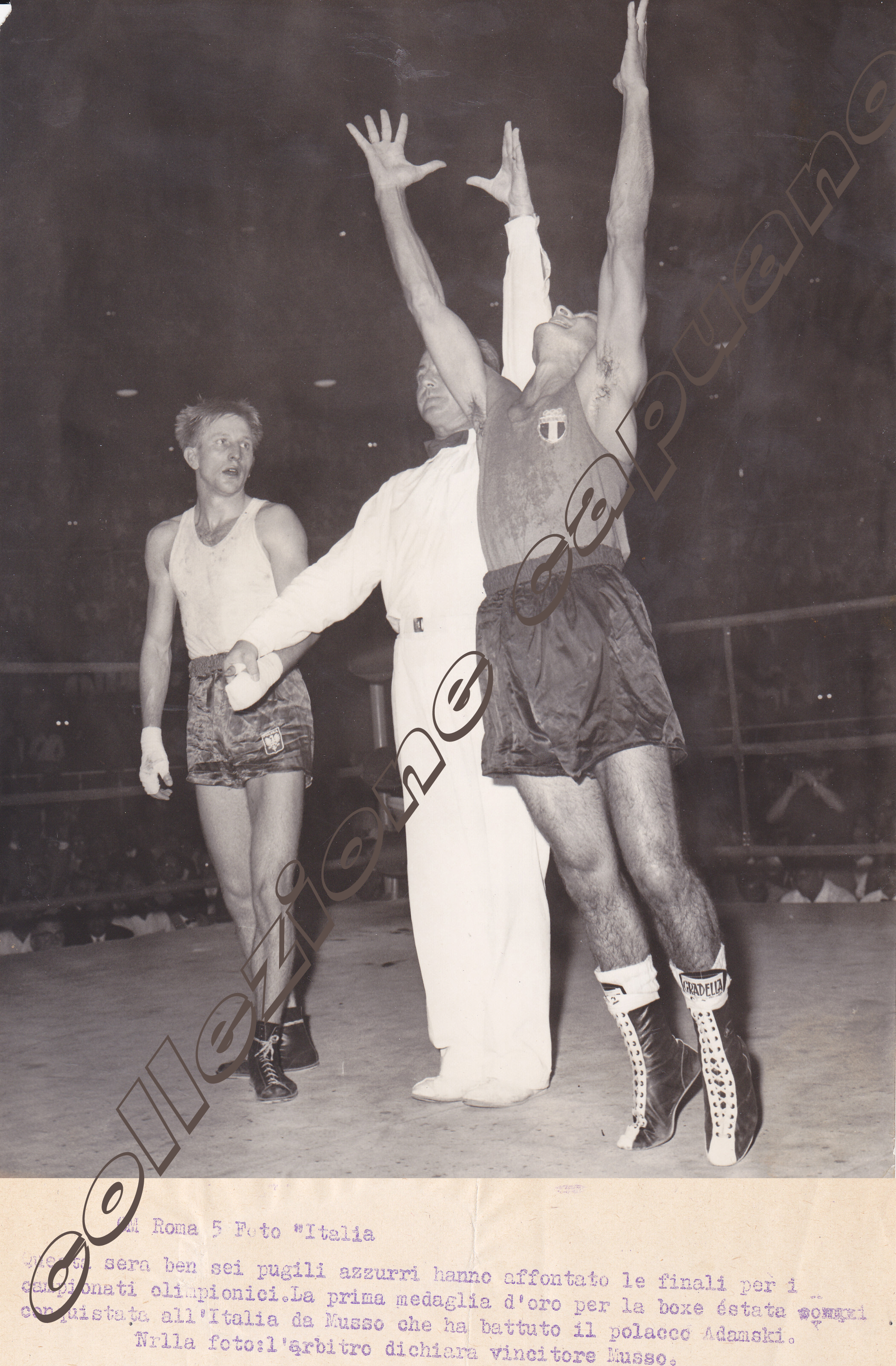

Francesco Musso (né le 22 aout 1937 à Port-Saint-Louis-du-Rhône, en France) est un boxeur italien.

## Carrière
Il devient champion olympique des poids plumes aux Jeux de Rome en 1960 après sa victoire en finale contre le Polonais Jerzy Adamski. Musso passe professionnel la même année mais ne remporte pas le même succès que dans les rangs amateurs. Il se retire en 1966 sur un bilan de 24 victoires et 4 défaites sans avoir décroché le moindre titre.

## Parcours auxJeux olympiques
Jeux olympiques d'été de 1960 à Rome (poids plumes) :
- Bat Miloslav Paunovic (Yougoslavie) 4-1
- Bat Soon Chun-Song (Corée du Sud) 5-0
- Bat Boris Nikanorov (URSS) 3-2
- Bat Jorma Limmonen (Finlande) 5-0
- Bat Jerzy Adamski (Pologne) 4-1